# کارول گاردنز (بروکلین)
کارول گاردنز (به انگلیسی: Carroll Gardens) یک منطقهٔ مسکونی در ایالات متحده آمریکا است که در بروکلین واقع شده‌است. کارول گاردنز محله‌ای در بخش شمال غربی شهر نیویورک بروکلین است. مجموعاً حدود ۴۰ بلوک شهری را در بر می‌گیرد و با خیابان‌های دگرو و وارن (شمال)، خیابان‌های هویت و اسمیت (شرق)، خیابان نهم یا بزرگراه گوانوس (جنوب)، و بزرگراه بین ایالتی ۲۷۸، همچنین بزرگراه‌های گوانوس و بروکلین-کوئینز (غرب) محدود می‌شود). کارول گاردنز ۱۲٬۸۵۳ نفر جمعیت دارد.